# Bornholm (dokumentarfilm fra 1964)
 For alternative betydninger, se Bornholm (flertydig). (Se også artikler, som begynder med Bornholm)
Bornholm er en dokumentarfilm fra 1964 instrueret af Ebbe Larsen efter eget manuskript.

## Handling
En fortælling om Bornholm og bornholmerne. Hvad fortidens minder om selve grundfjeldet kan berette, og om hvordan nutidens befolkning har underlagt sig havets og landets muligheder.